# Hybocodon atentaculatus
Hybocodon atentaculatus är en nässeldjursart som beskrevs av Uchida 1947. Hybocodon atentaculatus ingår i släktet Hybocodon och familjen Tubulariidae. Inga underarter finns listade i Catalogue of Life.